# Eidgenössisches Sängerfest 1866
Das 12. Eidgenössische Sängerfest fand vom 21. bis 23. Juli 1866 in Rapperswil statt. Insgesamt nahmen 2000 Sänger in 55 Vereinen teil. Organisiert wurde das Fest vom Männerchor Rapperswil (2017 aufgelöst). Überschattet wurde das Fest vom Brand des Rapperswiler Rathauses, bei dem ein Festteilnehmer bei der Rettung eines Häftlings ums Leben kam.
Als Festpräsident fungierte der St. Galler Nationalrat Johann Baptist Gaudy. Präsident des Preisgerichts war der Berner Chorpionier Johann Rudolf Weber, Festdirektor der Gesamtaufführung war der Wettinger Dirigent Karl Attenhofer.

## Rangliste
Die Preise wurden noch nicht einzelnen Chören, sondern Verbänden verliehen:
- 1. Preis: Harmonie Zürich
- 2. Preis: Berner Liedertafel
- 3. Preis: Liedertafel Solothurn